# Decade: Greatest Hits
Decade – Greatest Hits é o primeiro álbum dos melhores êxitos do grupo Duran Duran, lançado mundialmente em 1989.

## Faixas
1. "Planet Earth"  – 4:07
2. "Girls on Film"  – 3:30
3. "Hungry Like the Wolf"  – 3:25
4. "Rio"  – 5:38
5. "Save a Prayer"  – 5:33
6. "Is There Something I Should Know?"  – 4:05
7. "Union of the Snake"  – 4:20
8. "The Reflex [Single Mix]"  – 4:25
9. "Wild Boys"  – 4:16
10. "A View to a Kill"  – 3:35
11. "Notorious [Edit]"  – 3:58
12. "Skin Trade [Radio Cut]"  – 4:25
13. "I Don't Want Your Love [Shep Pettibone 7" Remix]"  – 3:47
14. "All She Wants Is"  – 4:36

No Brasil, "All She Wants Is" foi substituída por "A Matter Of Feeling" já que esta foi um grande sucesso no país.
| Críticas profissionais                                                      | Críticas profissionais |
| Avaliações da crítica                                                       | Avaliações da crítica  |
| Fonte                                                                       | Avaliação              |
| --------------------------------------------------------------------------- | ---------------------- |
| allmusic                                                                    | [ 1 ]                  |
| Esta tabela precisa de ser acompanhada por texto em prosa. Consulte o guia. |                        |

## Paradas
Álbum – Billboard (Estados Unidos)
| Ano  | Parada musical | Posição |
| ---- | -------------- | ------- |
| 1989 | Billboard 200  | 67      |
| 1989 | UK Albums      | 5       |